# Vexilla regis

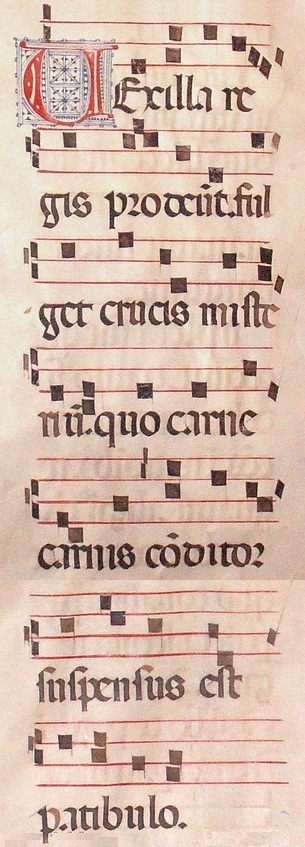
Vexilla regis prodeunt

Vexilla regis (Les banderes del rei) és un himne llatí en mètrica llarga del poeta cristià i sant Venanci Fortunat, bisbe de Poitiers. Pren el títol del seu íncipit :
| Vexilla regis prodeunt, fulget crucis mysteryium, quo carne carnis conditor suspensus est patibulo. | Les banderes del rei avancen, el misteri de la creu llueix, on la carn del Creador de la carn, del patíbul està penjat. |

## Història
L'himne es va cantar per primera vegada a la processó (19 de novembre de 569) quan una relíquia de la Veracreu, enviada per l'emperador romà d'Orient Justí II des d'Orient a petició de sant Radegunda, va ser portada amb gran pompa de Tours fins al seu monestir de la Santa Creu a Poitiers. El seu ús processional original es commemora al missal romà el Divendres Sant, quan el Santíssim Sagrament es porta en processó del sagrari fins a l'altar major. El seu ús principal però, es troba a l'Ofici Diví, el breviari romà l'assignava a les vespres des del dissabte anterior al diumenge de Passió fins al Dijous Sant i a les Vespres de la festa de l'Exaltació de la Santa Creu (14 de setembre), i el breviari d'abans del Vaticà II també l'assignava a la Invenció de la Santa Creu (3 de maig) i del Triomf de la Santa Creu (16 de juliol).

## Variacions textuals
Originalment l'himne comprenia vuit estrofes. Al segle x, les estrofes 7 i 8 van ser substituïdes gradualment per d'altres de noves (O crux ave, spes unica i la doxologia, Te summa Deus trinitas), tot i que encara es conservaven en alguns llocs.
Al segle XVII els correctors del breviari sota Urbà VIII van revisar tot l'himne en interès de la prosòdia clàssica. La Comissió del cant pla sota Pius X va restaurar l'antiga forma del text. Al Graduale Romanum (1908) hi apareixia només la forma antiga de l’himne, mentre que a l'Antifonari (2012) només hi surt la forma revisada. Al Processionale (1911) hi són ambdues formes.
Text original (estrofes 1, 6 i 7)
| Vexilla regis prodeunt: Fulget crucis mysterium Quo carne carnis conditor, Suspensus est patibulo. O Crux ave, spes unica, Hoc passionis tempore Auge piis justitiam, Reisque dona veniam. Te, summa Deus Trinitas, Collaudet omnis spiritus: Quos per crucis mysterium Salvas, rege per saecula. Amen. | Les banderes del rei avancen, el misteri de la creu llueix, on la carn del Creador de la carn, del patíbul està penjat. Salve, oh creu, única esperança nostra! En aquest temps de passió, augmenta la gràcia en els justos, esborra els crims dels reus. I a tu, Trinitat, font de tota salvació, que tot esperit et lloï. Als que pel misteri de la creu salves, protegeix-per sempre. Amén. |

Text revisat (estrofes 1, 6 i 7)
| Vexilla Regis prodeunt: Fulget Crucis mysterium, Qua vita mortem pertulit, Et morte vitam protulit. O Crux ave, spes unica, Hoc Passionis tempore Piis adauge gratiam, Reisque dele crimina. Te, fons salutis Trinitas, Collaudet omnis spiritus: Quibus Crucis victoriam Largiris, adde praemium. Amen. | Les banderes del rei avancen, el misteri de la creu llueix, pel qual la vida vencé la mort i per la mort s'estengué la vida. Salve, oh creu, única esperança nostra! En aquest temps de passió, augmenta la gràcia en els justos, esborra els crims dels reus. I a tu, Trinitat, font de tota salvació, que tot esperit t'alabi. Als qui pel misteri de la creu salves, protegeix-los per sempre. Amén. |

S'ha interpretat simbòlicament "Vexilla" per representar el baptisme, l'eucaristia i els altres sagraments. Clichtoveus explica que, com vexilla són els estàndards militars dels reis i dels prínceps, també la vexilla de Crist són la creu, el flagell, la llança i els altres instruments de la Passió "amb els quals va lluitar contra el vell enemic i va expulsar el príncep d'aquest món". Johann Wilhelm Kayser dissenteix d'ambdós i demostra que el vexillum és la creu que (en lloc de l'àguila) va superar, sota Constantí, l'antic estàndard de cavalleria romana. Aquest estàndard es va convertir en mans cristianes en un tros quadrat de tela penjat d'una barra col·locada sobre un pal daurat, i que hi havia brodat símbols cristians en lloc dels antics artefactes romans.
L'esplendor i el triomf suggerits per la primera estrofa només es poden apreciar recordant l’ocasió en què es va cantar per primer cop l’himne: la processó triomfal des de les muralles de Poitiers fins al monestir amb la presència de bisbes i prínceps i amb tota la pompa i el patrimoni de una gran funció eclesiàstica. "I, tot i així, després de tretze segles, que gran és la nostra emoció a mesura que arriben a les nostres orelles aquests accents imperibles!" (Pimont).